# پریستین
پریستین (انگلیسی: Pristane) نوعی آلکان ترپنوئید اشباع است که عمدتاً از روغن کبد کوسه به دست می آید. در صنعت, این ترکیب از فیتول مشتق میشود و به عنوان یک بیومارکر در صنایع پتروشیمی کاربرد دارد.